# Gołdapa
Gołdapa – prawy dopływ Węgorapy. Źródła rzeki znajdują się na północ od Olecka niedaleko wsi Monety. Ciek o nazwie "Borkowina" płynie na zachód, a następnie skręca na północ od miejscowości Rogówko. Odcinek rzeki od ujścia Pogorzelskiej Strugi do ujścia do jeziora Gołdap nazywa się Jarka. Z jeziora tego przyjmuje ona kierunek zachodni, a następnie południowy. Od miejscowości Nowa Boćwinka płynie w kierunku północno-zachodnim, aż do Węgorapy. Niedaleko miejscowości Banie Mazurskie Kanał Brożajcki łączy ją z Węgorapą.
Źródła rzeki znajdują się na wysokości 204 m n.p.m., natomiast ujście na wysokości 97 m n.p.m. Występujące dwa duże spadki powodują silną erozję denną i boczną koryta rzeki w jej środkowym i górnym biegu. W pobliżu rzeki znajdują się dwa jeziora pochodzenia rynnowego (jezioro Gołdap i Czarne), które powstały w wyniku subglacjalnej działalności.

## Ważniejsze miejscowości na trasie
- Kowale Oleckie
- Gołdap
- Banie Mazurskie